# Palác umění (Mexiko)
Palác umění (španělsky Palacio de Bellas Artes) je umělecké centrum a muzeum ve městě Mexiko. Sídlí zde Národní muzeum architektury (Museo Nacional de Arquitectura), shromažďující doklady o místní architektuře a jejích tvůrcích, a Muzeum Paláce umění (Museo del Palacio de Bellas Artes), pečující o stálou sbírku uměleckých děl včetně nástěnných maleb v Paláci umění a pořádající výstavy výtvarného umění. Dále zde působí Národní symfonický orchestr (Orquesta Sinfónica Nacional), operní soubor Opera umění (Opera de Bellas Artes), Národní taneční soubor (Compañía Nacional de Danza) a Mexický folklorní balet Amalie Hernándezové (Balet Folklórico de México Amalia Hernández).
Palác původně navrhl Adamo Boari v roce 1904, ale vinou mexické revoluce a dalších potíží byla stavba pozastavena roku 1913 a opět byla zahájena až roku 1932 pod vedením architekta Federica Mariscala. Dokončena byla roku 1934. Vzhled budovy je secesní a neoklasicistní, interiér je převážně ve stylu art deco. Budovu zdobí známé nástěnné malby, jejichž autory jsou například Diego Rivera nebo David Alfaro Siqueiros.
Palác umění je národní památka Mexika, od roku 1987 památka UNESCO, a hlavní kulturní centrum v Ciudad de México. Je považován za nejdůležitější centrum umění v Mexiku a patří k nejslavnějším operním domům ve světě. Prezident Mexika Vicente Fox Quesada označil budovu za „Katedrálu umění Mexika“ (la Catedral del Arte en México).
Budova je založena na jílovitém souvrství z montmorillonit, proto u ní dochází k nadměrnému sedání, mezi lety 1907 a 1921 se těžká budova propadla o 1,8 metru, na počátku 21. století to bylo celkem o 3 metry a palác bude sedat i nadále.

## Historie
Palác stojí na místě bývalého kláštera sv. Isabely (1680), který zanikl roku 1860, a Národního divadla z 19. století. V souvislosti s připravovanými oslavami stého výročí nezávislosti Mexika byla budova Národního divadla zbourána a měla být do roku 1910 nahrazena novou velkolepější stavbou. Stavba Gran Teatro de Ópera, podle projektu italského architekta Adama Boariho, začala 2. srpna roku 1904 a měla být hotova během čtyř let. Stavba se setkala s nečekanými technickými problémy – byla založena na jílovitém podloží a mezi lety 1907–1921 sedla o 1,80 m a dnes se nachází čtyři metry pod úrovní okolí (původně se po schodišti do budovy stoupalo vzhůru, později se do budovy naopak muselo scházet). V důsledku ekonomického úpadku Mexika, politické nestability a Mexické revoluce (1910) se stavba roku 1916 zastavila a Boari opustil Mexiko. Výstavba paláce byla krátce obnovena roku 1919 a roku 1928 a nakonec se protáhla na 30 let. Dokončil ji až v letech 1932–1934, za vlády Plutarco Elíase Callese, mexický architekt Federico Ernesto Mariscal Piña, který změnil původní plány Boariho na výzdobu interiérů. Po založení Instituto Nacional de Bellas Artes se roku 1946 palác stal sídlem této instituce. Od roku 1910 byla v jeho sousedství Pergola v centrálním parku La Alameda, postavená pro výstavy obrazů zahraničních umělců a v roce 1973 zbořená.

## Budova

### Exteriér
Exteriér budovy je eklektickou kombinací neoklasického a secesního slohu. Je obložena bílým Carrarským mramorem s cheruby představujícími hudbu a inspiraci. Před budovou stojí čtyři sochy Pegasů od katalánského sochaře Agustí Querol Subiratse.

### Interiér
Interiér je převážně ve stylu Art deco s obklady z červeného mramoru. Budova má vstupní halu, v prvním a druhém patře výstavní sály a ve třetím patře pod skleněnou střechou Muzeum architektury. Hlavní divadelní sál (Sala principal) slouží opeře, divadlu, symfonickému orchestru a tanci.

#### Sala principal
Sál má kapacitu pro 1 677 osob a je zde jeviště o délce 24 metrů. Dominuje mu velká opona Valle de México (autor Gerardo Murillo) s obrazem mexických sopek Popocatépetl a Iztaccíhuatl o váze 24 tun, kterou vyrobila firma Tiffany z téměř 1 milionu kusů barevného skla. Skleněnou kupoli navrhl maďarský architekt Géza Maróti.
Roku 1950 zde debutovala v opeře Norma slavná operní pěvkyně Maria Callas. Divadelní éru zahájila hra „La Verdad Sospechosa“, kterou napsal barokní mexický dramatik Juan Ruiz de Alarcón.
Rekonstrukce hlavního sálu, která proběhla v letech 2007–2010, nerespektovala mezinárodní úmluvy o ochraně památek UNESCO a vyvolala kontroverze. Byla narušena stylistická jednota výzdoby sálu ve stylu Art deco a narušení akustiky vyvolalo potřebu instalace elektronického systému pro šíření zvuku. Prezident mexického Národního výboru ICOMOS podal stížnost k UNESCO. Problematické bylo i restaurování vitráží, provedené soukromou firmou ve zkráceném termínu.
V hlavním sálu se konaly smuteční obřady při pohřbu 65 významných osobností Mexika, jako byli např. José Clemente Orozco (1949), Virginia Fábregas (1950), Frida Kahlo (1954), Diego Rivera (1957), Agustín Lara (1970), Rosario Castellanos (1974), Juan Rulfo (1986), Rufino Tamayo (1991), Mario Moreno Cantinflas (1993), Lola Beltrán (1996), Octavio Paz (1998), María Félix (2002), Consuelo Velázquez (2005), Raúl Anguiano (2006), Miguel Aceves Mejía (2006), Carlos Monsiváis (2010), Roberto Cantoral (2010), Leonora Carrington (2011), Carlos Fuentes (2012), Chavela Vargas (2012), José Emilio Pacheco (2014), Gabriel García Márquez (2014), Juan Gabriel (2016), José Luis Cuevas (2017).

#### Sala Manuel M. Ponce
V pořadí druhý nejvýznamnější sál. Nabízí mimo jiné literární, hudební, operní a výstavní činnost. Nachází se v prvním patře na východní straně. Jeho jméno připomíná mexického skladatele stejného jména .

#### Sala Adamo Boari
Prostor pro prezentace, výstavy a konference. Nachází se pod vstupní halou na západní straně.

#### Museo Palacio de Bellas Artes
Muzeum je odpovědné za nástěnné malby a další umělecká díla v budově i za pořádání krátkodobých výstav. Tyto výstavy pokrývají představují mexické i mezinárodní umělce a širokou škálu médií od klasického po současné umění. Podlaží mezi přízemím a horním patrem dominuje řada 17 nástěnných maleb namalovaných řadou slavných mexických muralistů. Nástěnné malby vytvořili Rufino Tamayo (México de hoy, 1953, Nacimiento de la nacionalidad, 1952, 2. patro), Diego Rivera (El hombre en el cruce de caminos, 1934, Carnaval de la vida mexicana, tetraptych 1936, 3.patro), José Clemente Orozco (La katharsis, 1934–1935, 3. patro), David Alfaro Siqueiros (Tormento de Cuauhtémoc, 1940–1945, Nueva democracia, 1944, Víctimas de la guerra, 1945), Jorge González Camarena (Liberación, 1957–1963), Roberto Montenegro (Alegoría del viento o El ángel de la paz, 1928), Manuel Rodrígues Lozano (La piedad en el desierto, 1942).

### Museo Nacional de Arquitectura
Zabírá poslední patro budovy, kryté skleněnou a železnou střechou. Pořádá výstavy renomovaných mexických architektů, včetně modelů, plánů a fotografií důležitých děl. Muzeum také organizuje dočasné výstavy svých sbírek v jiných zařízeních. Cílem je představit mexické veřejnosti bohaté architektonické dědictví země. Mezi hlavní architekty představené v muzeu patří Jaime Ortiz Monasterio, Carlos Mijares Bracho, Adamo Boari a Luis Barragán. Muzeum je rozděleno do čtyř částí nazvaných „Arquitectura-contrastes: Jaime Ortiz Monasterio y Carlos Mijares Bracho“, „Corpus Urbanístico de la Ciudad de México“, „Teatro Nacional de México (Plano original)“ a „Teatro Nacional de México“.

### Interiér budovy

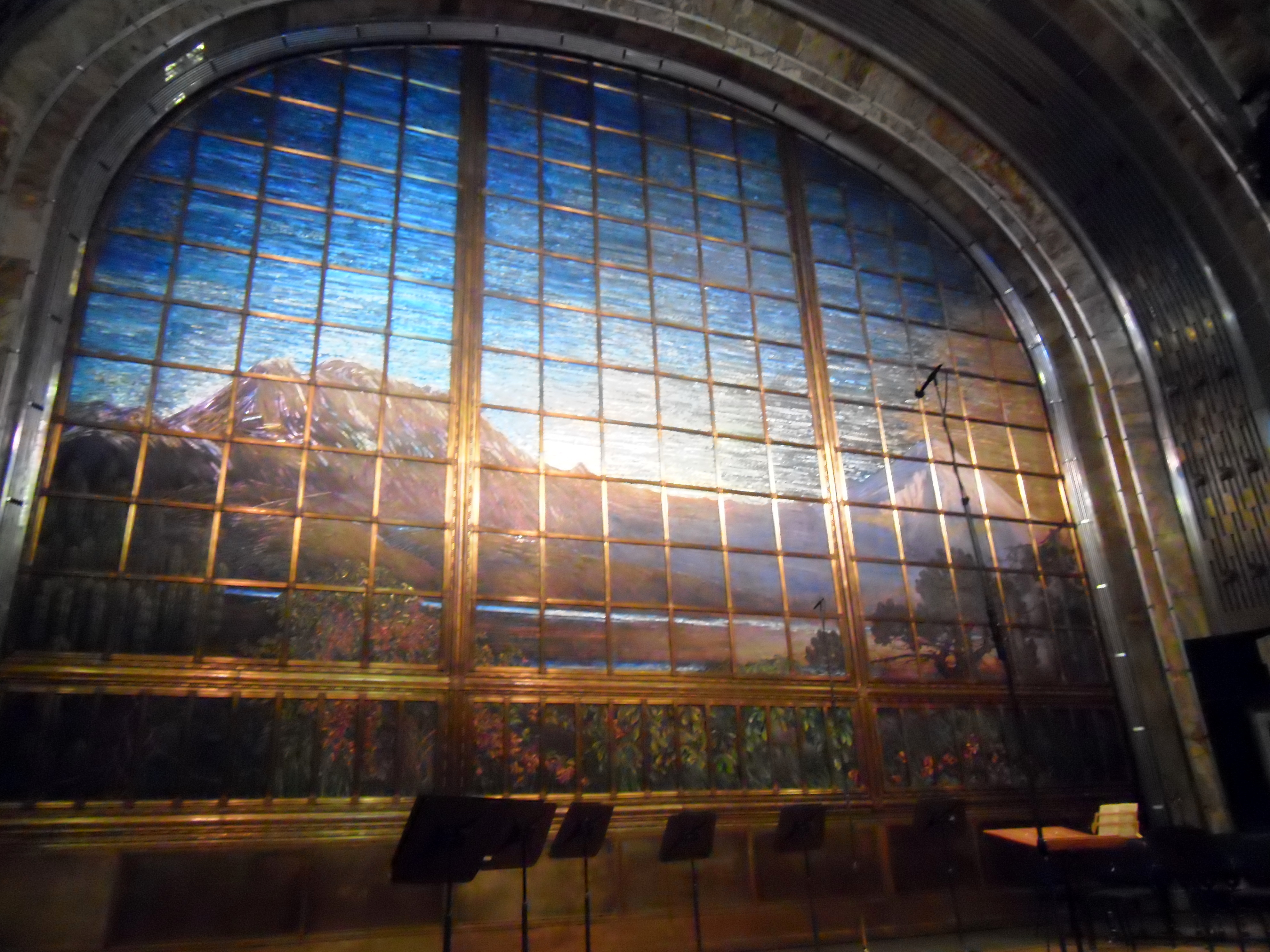
Palacio de Bellas Artes, Opona (Tiffany)
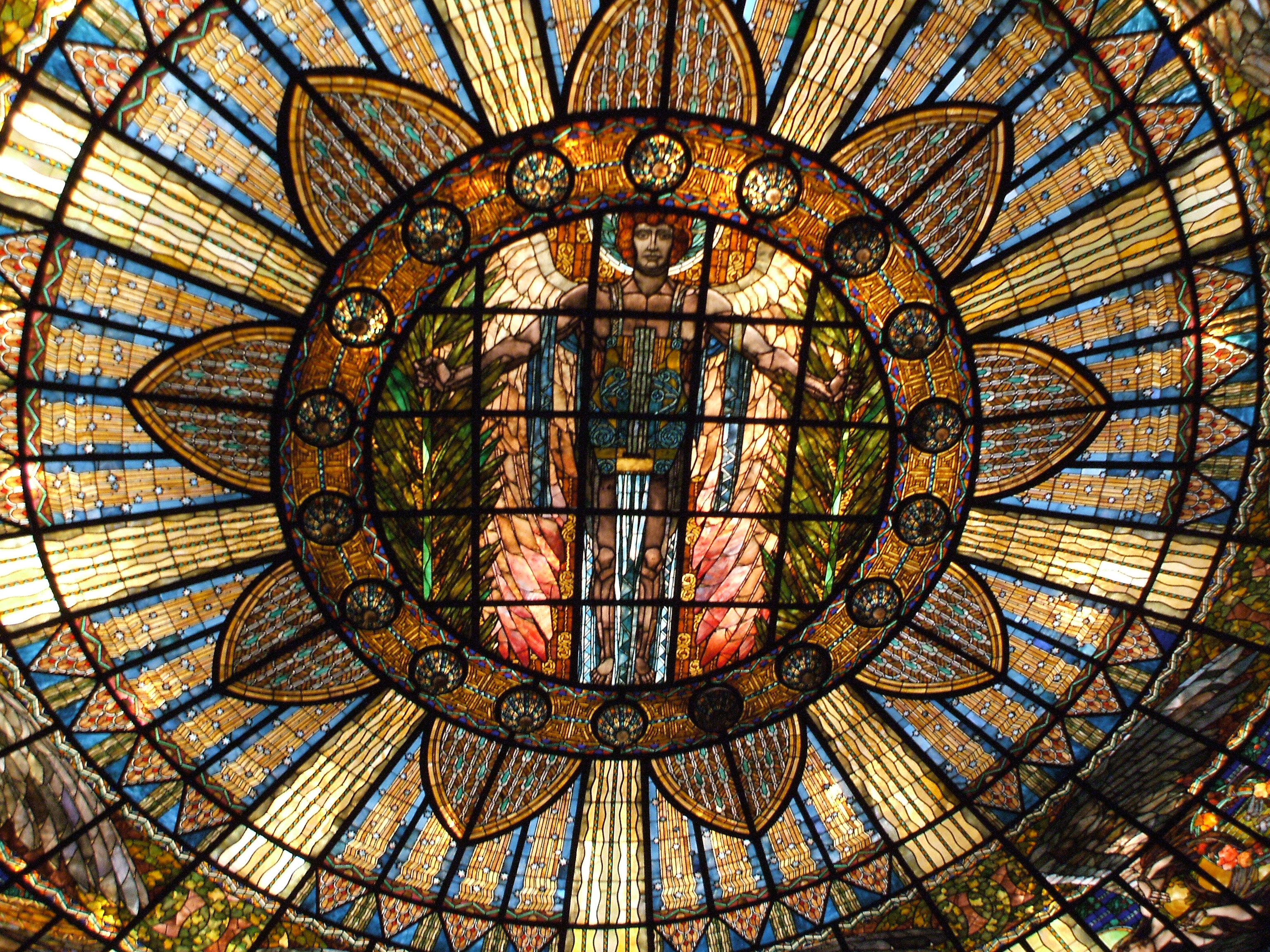
Palacio de Bellas Artes, vitrážové okno Apollo a Múzy
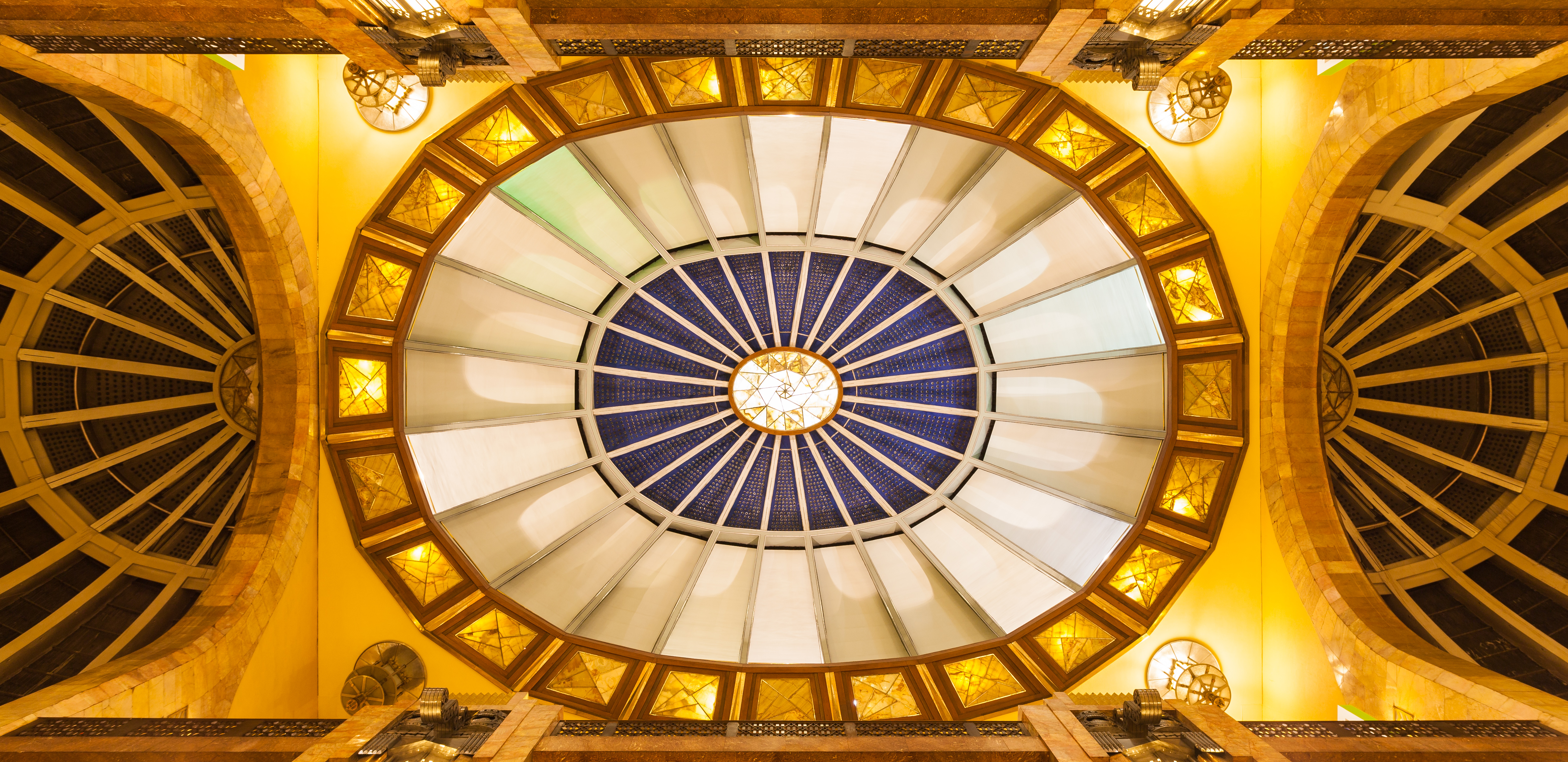
Palacio de Bellas Artes, pohled do kupole
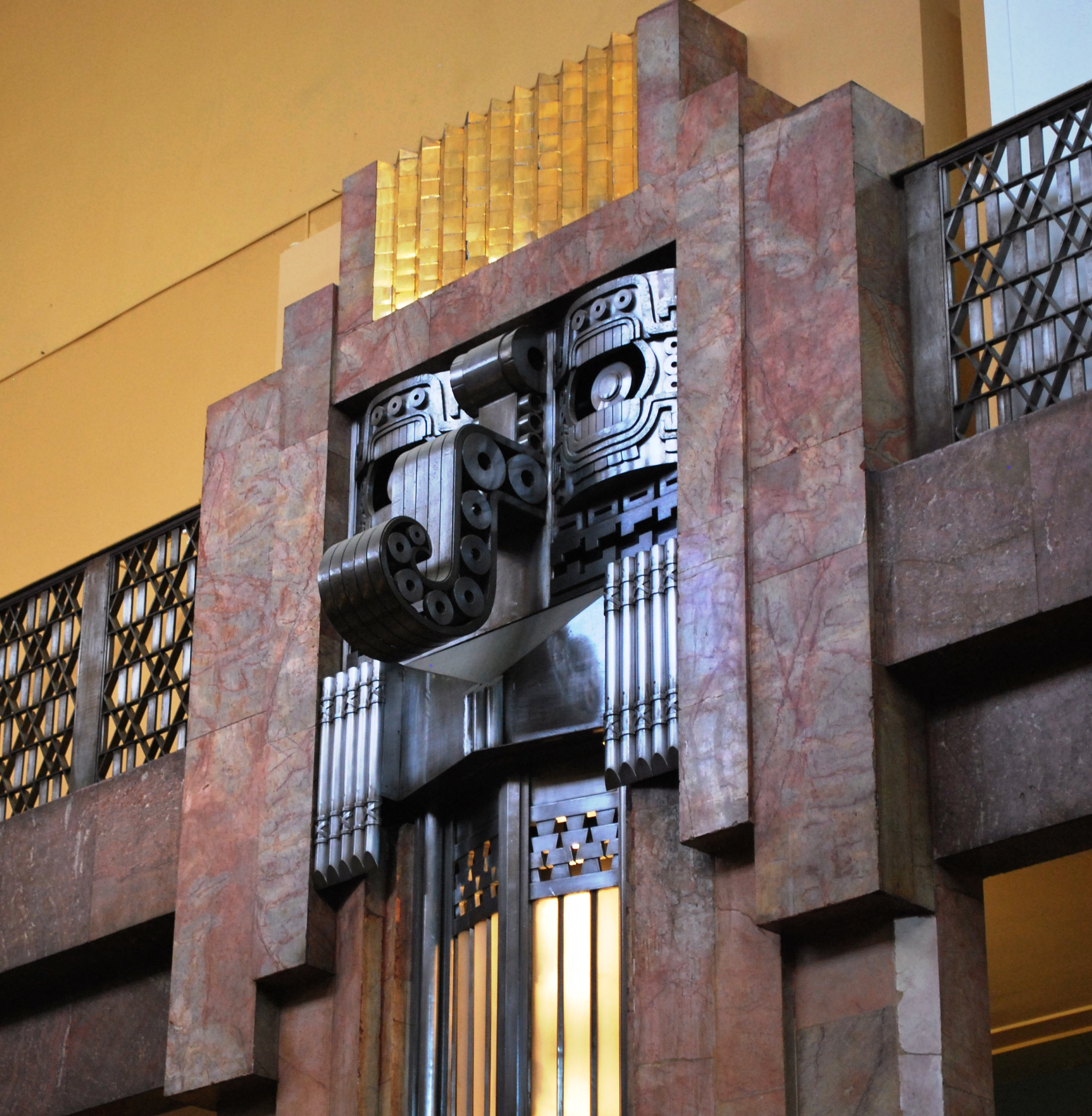
Palacio de Bellas Artes, art deco inspirované mayskou kulturou
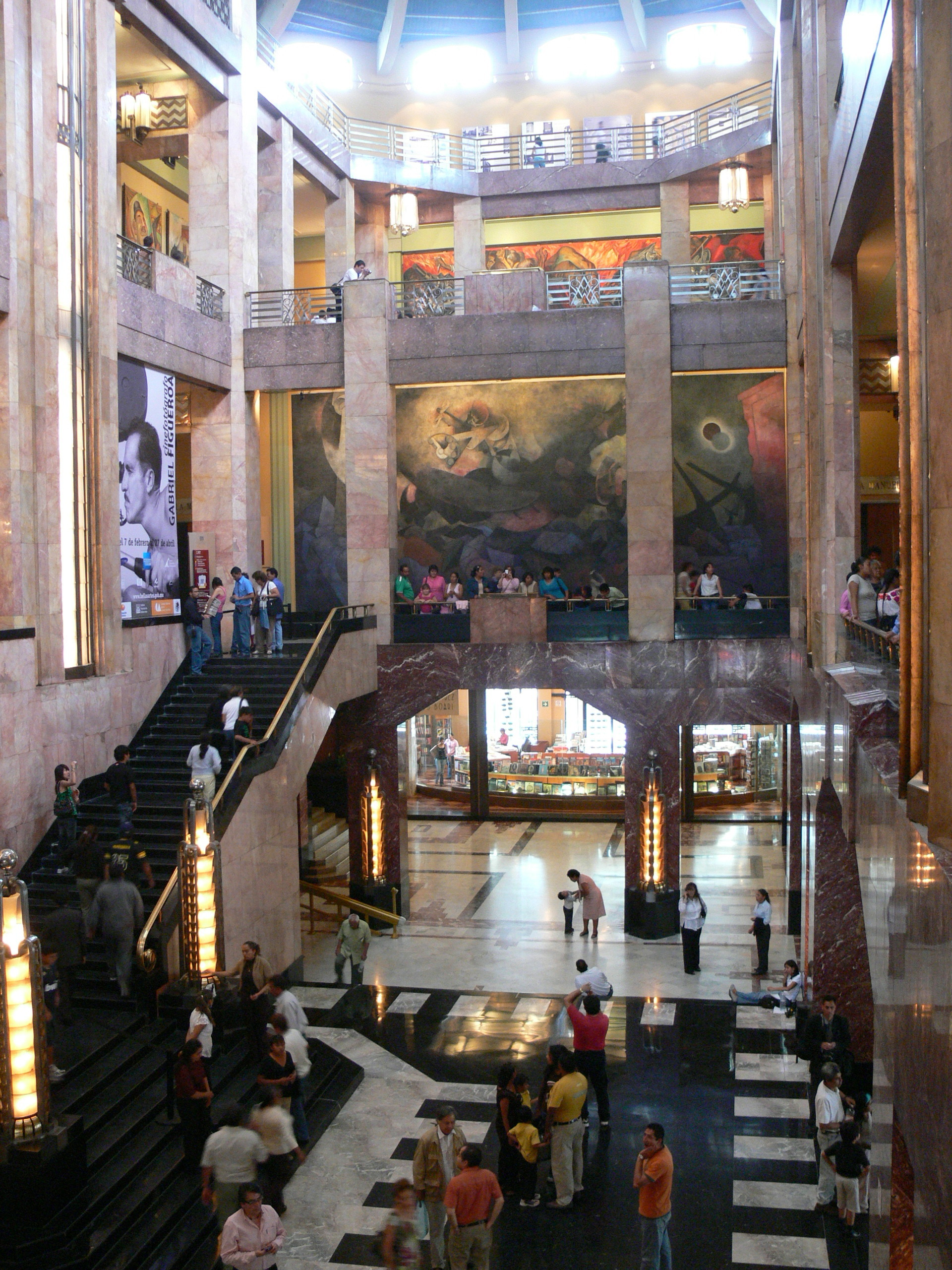
Palacio de Bellas Artes, interiér s nástěnnými malbami
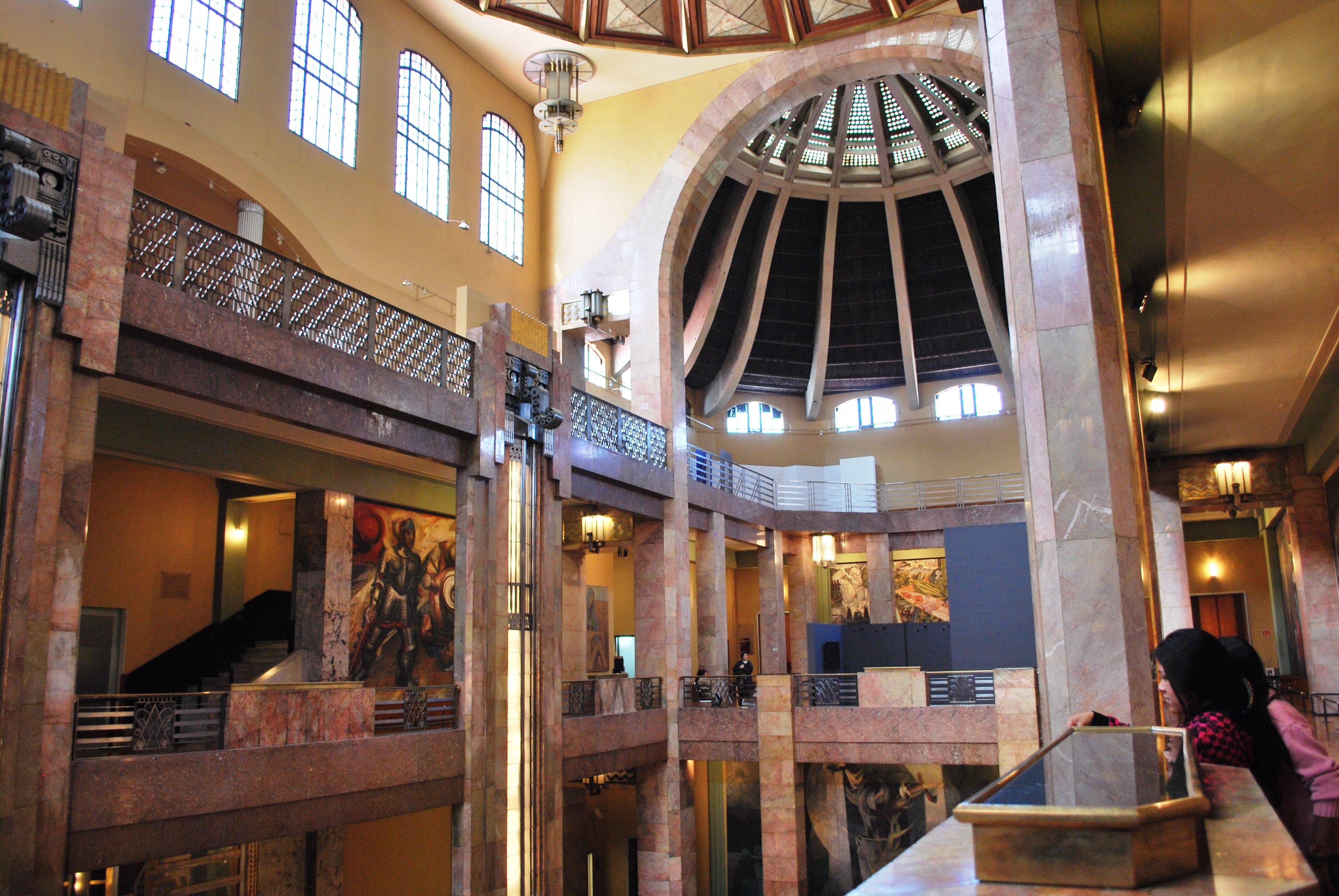
Palacio de Bellas Artes, interiér s nástěnnými malbami
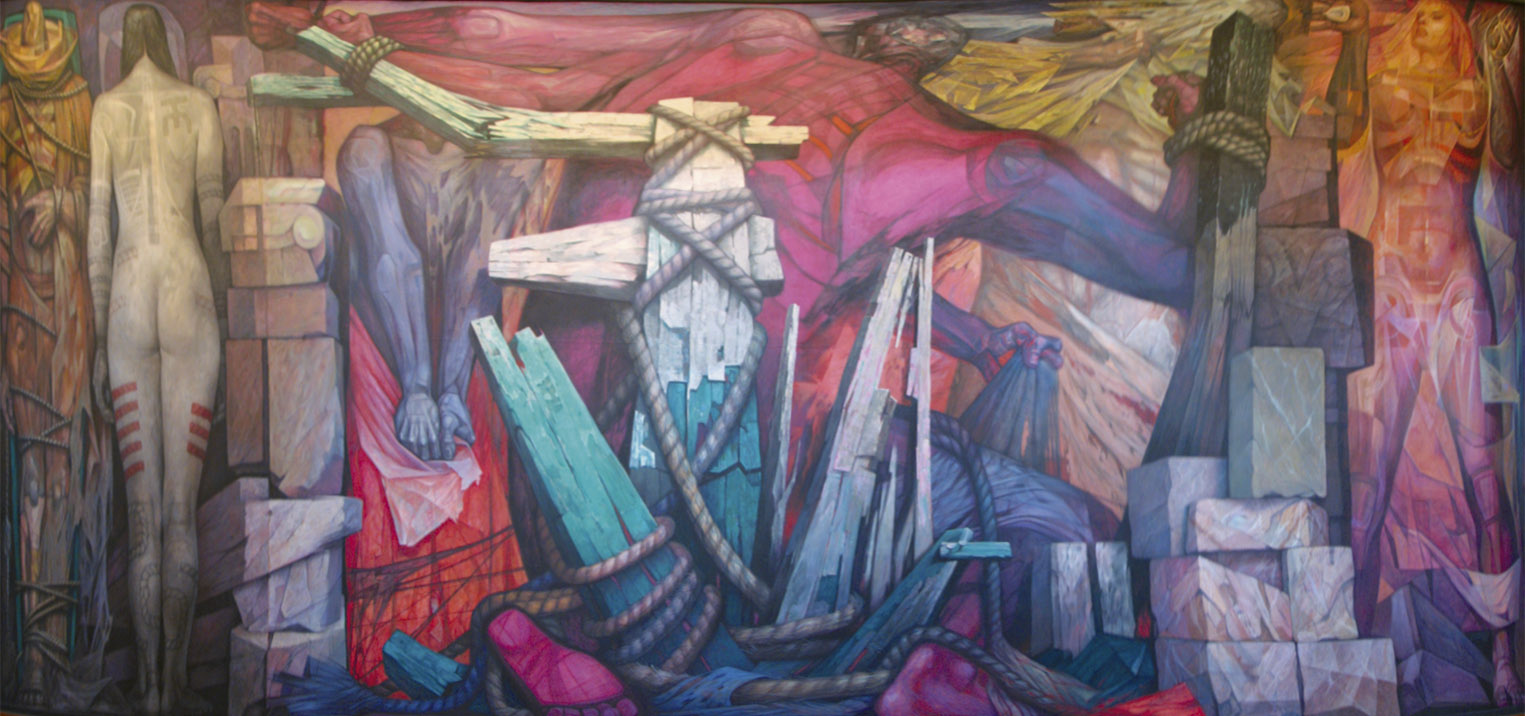
Palacio de Bellas Artes, Jorge González Camarena: Liberacion o La humanidad se libera de la miseria
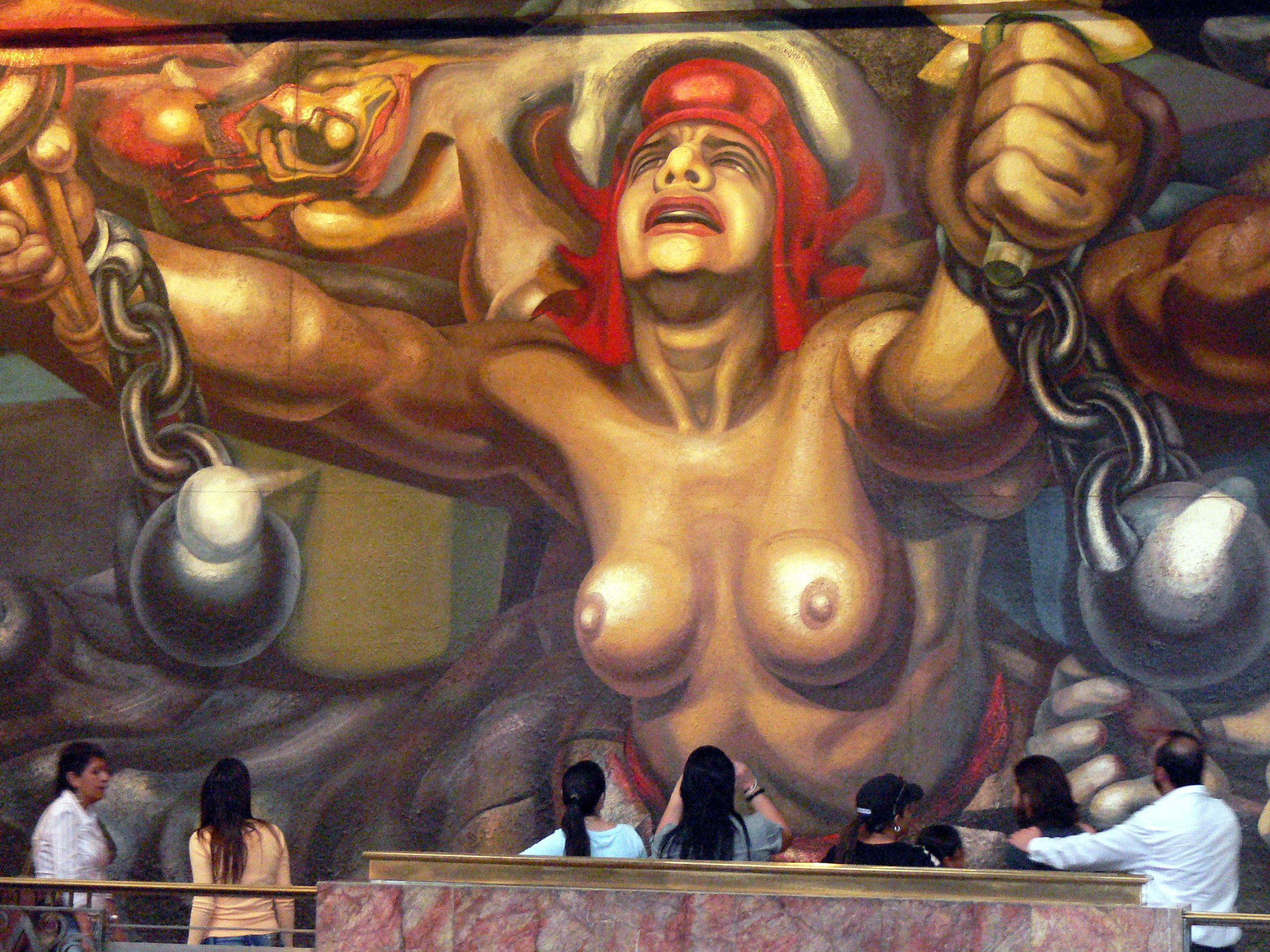
Palacio de Bellas Artes, David Alfaro Siqueiros: La Nueva Democracia